# Université de Louvain (1425-1797)
Cet article concerne l'Université de Louvain qui a existé entre 1425 et 1797. Pour l'université de 1817 à 1835 dans cette ville, voir Université d'État de Louvain. Pour celle de 1835 à 1968, voir Université catholique de Louvain (1835-1968).
Pour l'université actuelle néerlandophone dans cette ville, voir Katholieke Universiteit Leuven. Pour la francophone, voir UCLouvain.

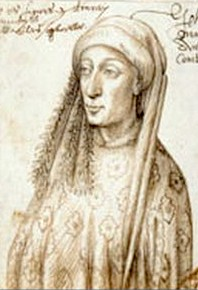
Jean de Bourgogne, duc Jean IV de Brabant, fondateur de l'université de Louvain en 1425 : Primus Academiae Conditor fuit Ioannes Quartus, Lotharingiae, Brabantiae, et Limburgiae Dux, Marchio Sacri Imperii (Le premier fondateur de l'université fut Jean IV, duc de Lotharingie, de Brabant et de Limbourg, marquis du Saint-Empire).

L'université de Louvain, en latin médiéval Studium generale Lovaniense ou Universitas Studii Lovaniensis, en latin humanistique Academia Lovaniensis, et très couramment appelée, même officiellement, Universitas Lovaniensis et parfois Schola Lovaniensis, en néerlandais Universiteyt Loven, voire Hooge School van Loven, fut le grand centre culturel et de transmission du savoir dans les Pays-Bas du Sud, de sa fondation en 1425 à sa suppression en 1797.

## Histoire
Le fondateur de l'université de Louvain fut le duc Jean IV de Brabant, ainsi que les autorités municipales de la ville de Louvain, malgré l'opposition initiale du Chapitre Saint-Pierre.
Cette fondation fut confirmée par une bulle papale de Martin V.
Toutefois, à part le livre de Nicolas Vernulaeus (1627) et celui de Valère André (1635), peu d'ouvrages historiques à ce jour lui ont été consacrés, ce qui fait que son histoire, son évolution, sa pensée, son rayonnement sont mal connus ou d'accès difficile à travers des articles épars dans diverses revues. Comme l'écrivait déjà en 1927 le professeur Léon van der Essen « cette histoire n'a jamais été écrite et nous ne pouvons la résumer ici ».

## Rôle culturel et influence

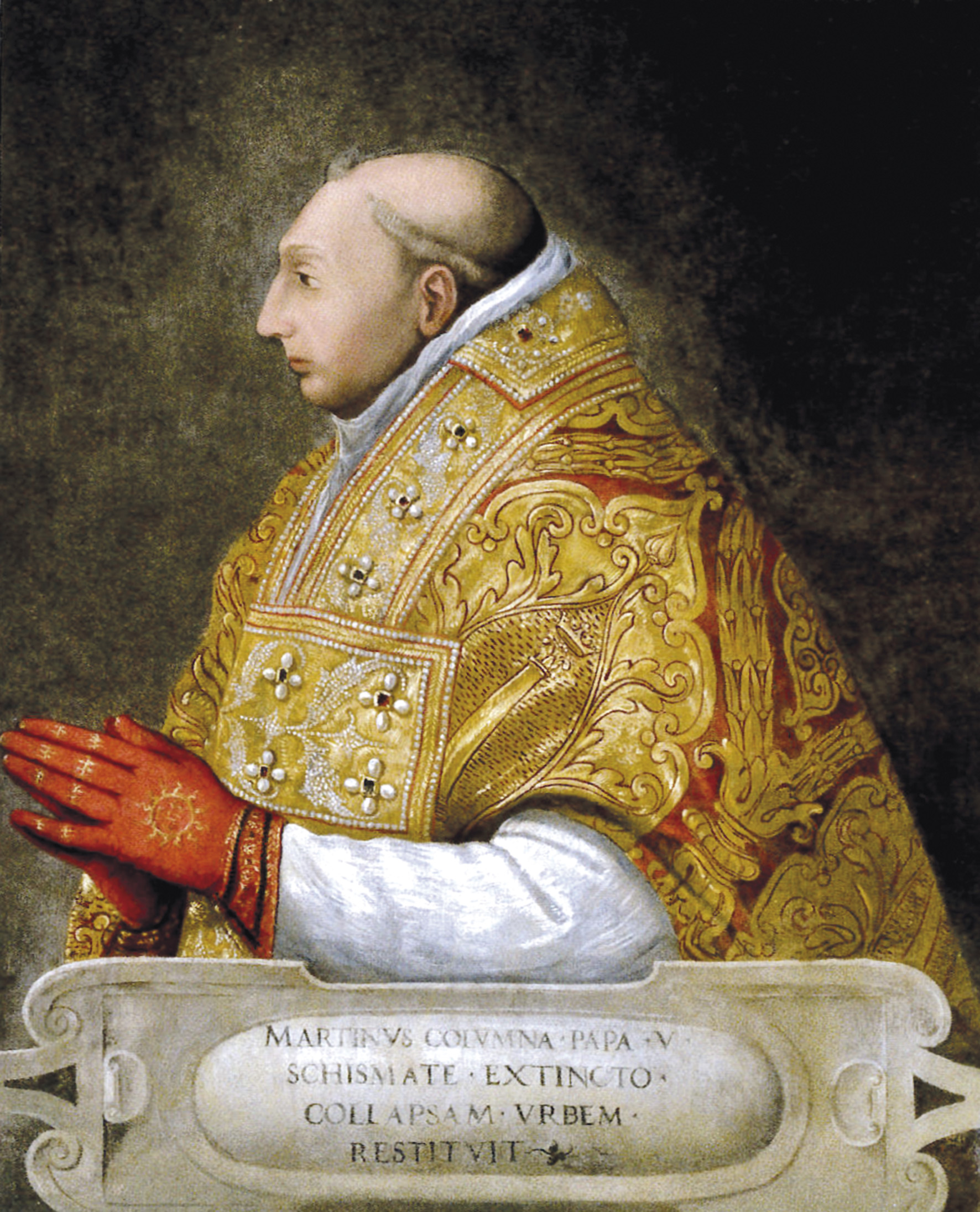
Portrait du pape Martin V, auteur de la bulle confirmant le 9 décembre 1425 la création de l'université de Louvain : à Johanne IV. Brabantiae Duce An. 1425. fundata et à Martino V. P. M. An. seq. 5. Id. dec. Confirmata (Fondée par Jean IV, duc de Brabant, l'an 1425 et confirmée par Martin V, Suprême Pontife, le 5e jour des Ides de décembre suivantes).

L'université de Louvain fut, avec Baïus et Jansénius, le berceau du jansénisme et resta, durant les XVIIe et XVIIIe siècles jusqu'à sa fermeture, le bastion et la plaque tournante de la théologie augustinienne dite janséniste, en Europe, avec des professeurs comme Jansenius, Pierre Stockmans, Néercassel, Josse Le Plat et surtout le fameux Van Espen et son disciple Febronius, et comme le dit Henri Francotte : « le jansénisme régnait en maître à l'université de Louvain ». En 1730, il fut exigé des professeurs de signer la bulle Unigenitus, mais sans effets.
Cette fidélité à l'esprit de Van Espen demeura vivace en l'université de Louvain jusqu'à sa suppression en 1797, comme en témoigne ce qu'écrivait encore en 1818 Charles Lambrechts, ancien recteur magnifique et successeur de la chaire de droit canonique de Van Espen : « Les empiétements du clergé catholique et ses prétentions étaient si vexatoires, que, dans un temps où sa religion était dominante, on n'avait trouvé d'autre remède contre ses abus de pouvoir, que les appels dont il s'agit : C'est ce qui engagea le célèbre Van Espen à écrire, à l'âge de quatre-vingts ans, son traité De recursu ad principem, afin d'opposer une digue aux abus toujours renaissants des juridictions cléricales ; mais ce vertueux ecclésiastique, qui distribuait aux pauvres tous les revenus de la chaire de droit canonique qu'il occupait à l'université de Louvain, fut bientôt obligé d'avoir pour lui-même recours à l'appel comme d'abus ; encore, ce remède ne put-il le sauver entièrement de la persécution des prêtres intolérants. Chargé d'années, de gloire et d'infirmités, il fut contraint de chercher en Hollande un abri contre leurs vexations ; il mourut bientôt à Amsterdam dans des sentiments de piété et de résignation, après avoir employé sa vie à défendre la discipline et les usages de la primitive église, dont il était le plus zélé partisan. »

## Langue d'enseignement
L'université de Louvain a également joué un grand rôle dans la propagation et le maintien en usage de la langue et d'une littérature latine nationale. Comme l'écrit Joseph Ijsewijn, professeur à la Katholieke Universiteit Leuven, « le latin a survécu comme langue de l'université de Louvain jusqu'à la Révolution française, mais la suppression de cette institution en 1797 fut une catastrophe pour le latin dans les Pays-Bas du Sud ».

## L'organisation de l'université et des facultés
L'université de Louvain était un corps officiel reconnu par les États de Brabant, jouissant de la liberté académique et de gestion ainsi que de judicature et indépendante des évêques et des clergés locaux. « Elle formait », comme l'écrit Van Even, « dans le duché de Brabant, une petite république libre et indépendante ».
L'université est dirigée par un recteur, élu par l'université, qui en est l'unique et suprême chef, il a préséance sur tous les magistrats de la ville de Louvain, et son pouvoir souverain au sein de l'université équivaut à celui du duc de Brabant qui le lui a concédé. Seuls les cardinaux et le nonce apostolique ont toutefois préséance sur lui. Il dirige l'université avec l'aide du « Sénat académique » formé des docteurs des quatre premières facultés, et quelques autres. Son pouvoir souverain était symbolisé par le port du « caputium », couvre-chef formé de peau de vair. Ce pouvoir absolu toutefois était mitigé du fait qu'il n'était élu que pour une durée d'un an, renouvelable.
Le second dignitaire de l'université était le chancellier. Il était le chef de la chancellerie et c'est lui qui avait le pouvoir d'entériner et de délivrer les grades académiques au nom du Siège Apostolique : baccalauréats, licences, doctorats.
Dès le début de l'université, c'était le pouvoir civil qui gérait la collation des chaires universitaires. La plupart d'entre elles étaient attribuées par le magistrat de Louvain qui, après avoir consulté la Faculté compétente, procédait non seulement à la nomination des titulaires mais payait aussi leurs traitements. En 1428, pour augmenter les revenus de l'université, Philippe de Saint-Pol, duc de Brabant, destina 15 prébendes de canonicats dont il était titulaire à augmenter les revenus de l'université. À partir de Charles Quint, apparaissent les « professeurs royaux » qui étaient désignés par le Souverain ou par le Conseil d'État et qui occupaient une chaire rétribuée par le souverain. Ces chaires royales étaient au nombre de quatorze : quatre chaires de théologie, une chaire de droit canon, deux de droit civil, une de droit public, quatre de médecine, une de mathématique et enfin une de langue française.

## Aperçu historique

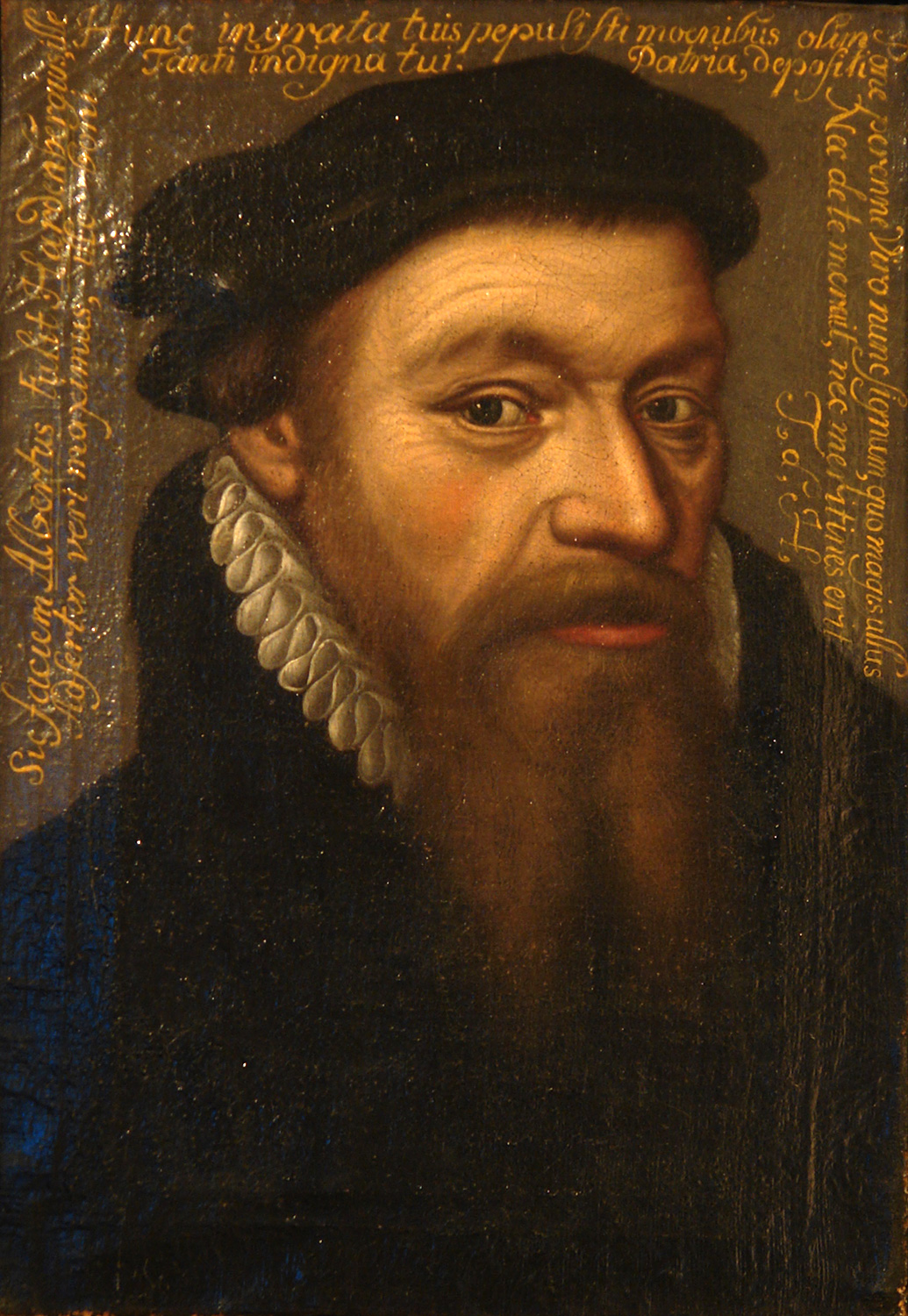
Albertus Risaeus (1510-1574), participa au mouvement en faveur de la Réforme au sein de l'université de Louvain. Il s'enfuit dans les Provinces-Unies.

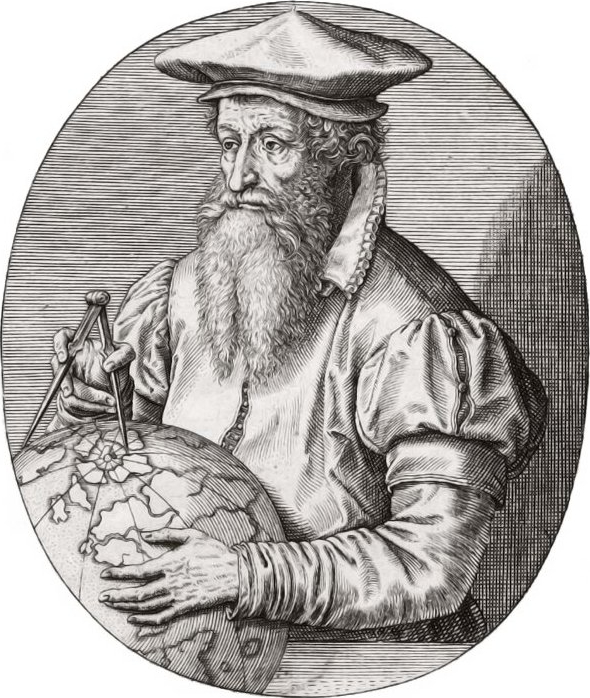
Gérard Mercator (1512-1594), actif dans les mouvements protestants de Louvain il fut arrêté par l'Inquisition en même temps qu'un groupe de louvanistes. Il s'enfuit en Allemagne à Duisbourg où il se rendit célèbre par sa production de cartes géographiques.

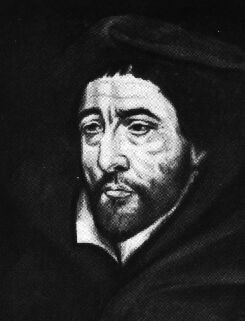
Michel de Bay (Michaël Baius) (1513-1589), professeur et recteur de l'université de Louvain, fondateur de la doctrine du « baïanisme », précurseur du jansénisme.

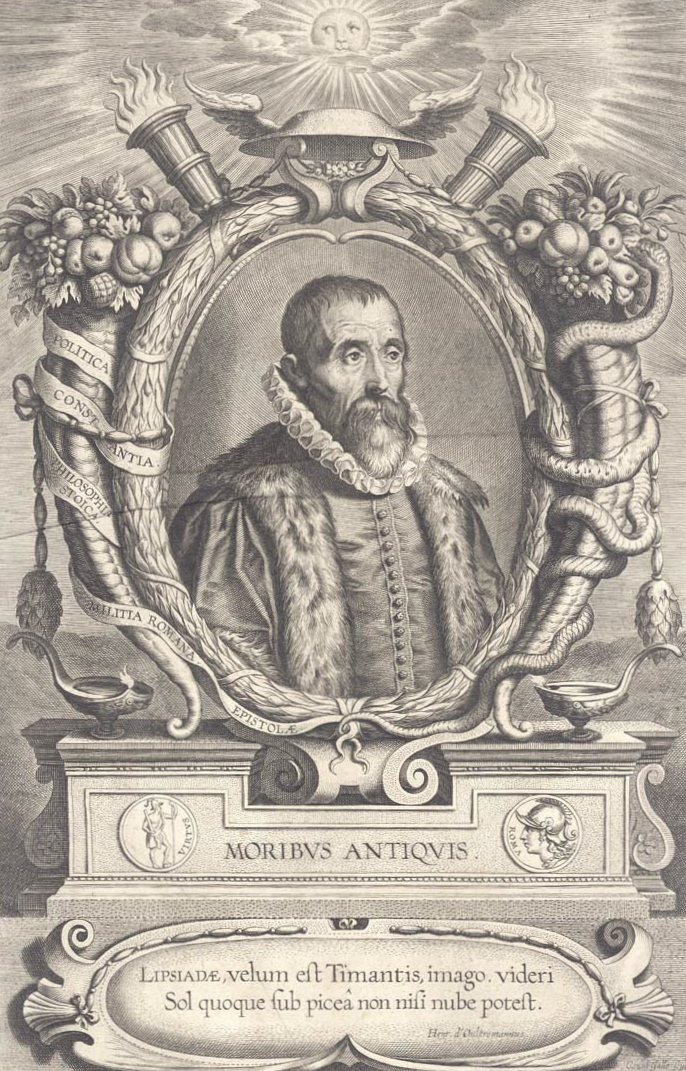
Juste Lipse (1547-1606), après avoir adhéré au calvinisme et quitté les Pays-Bas, revint dans sa patrie et devint professeur à l'université de Louvain.

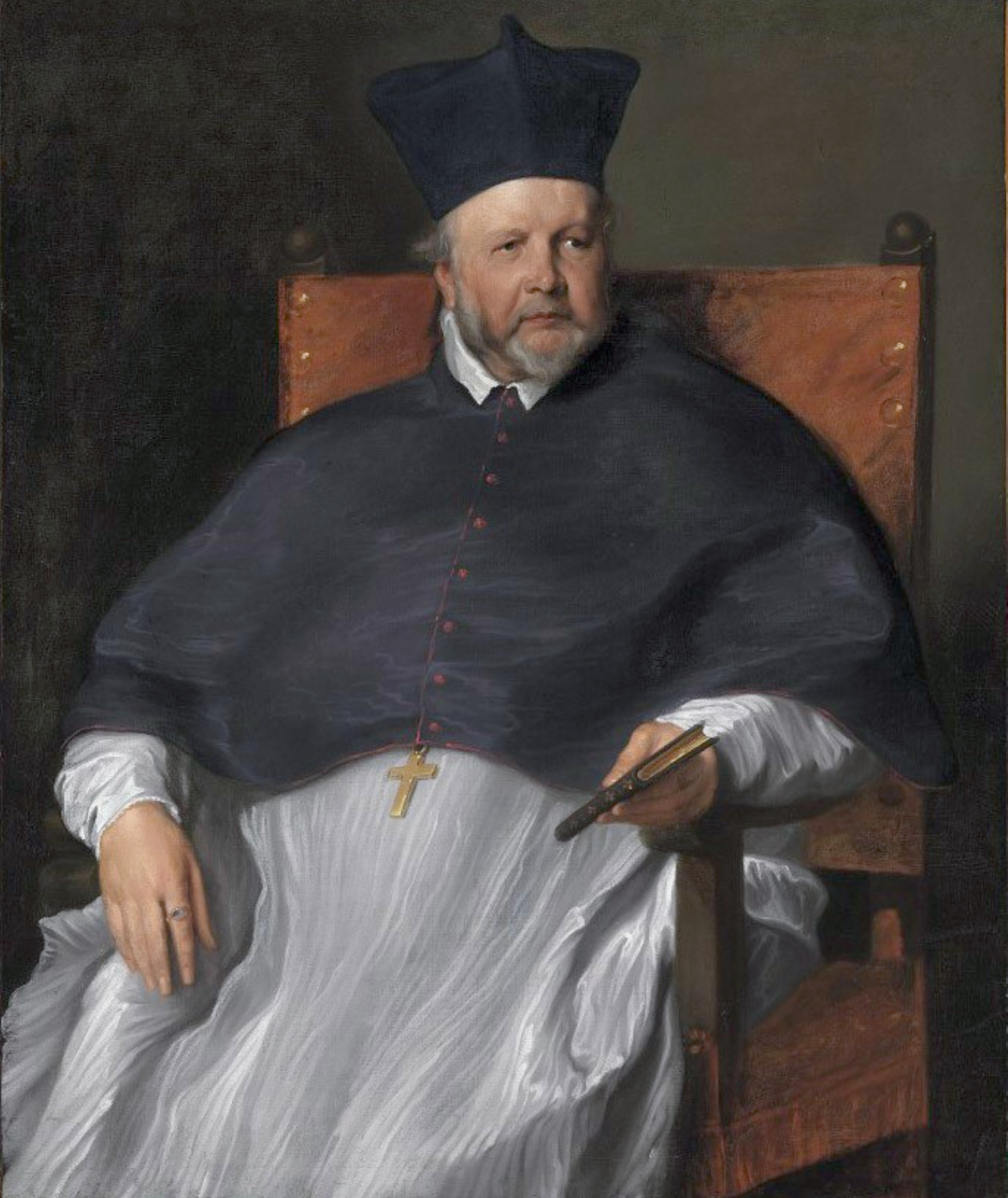
Jean Malderus (1563-1633), évêque d'Anvers, professeur et recteur en 1603 de l'université de Louvain (Portrait par l'atelier Van Dyck). Fondateur du Collège Malderus.

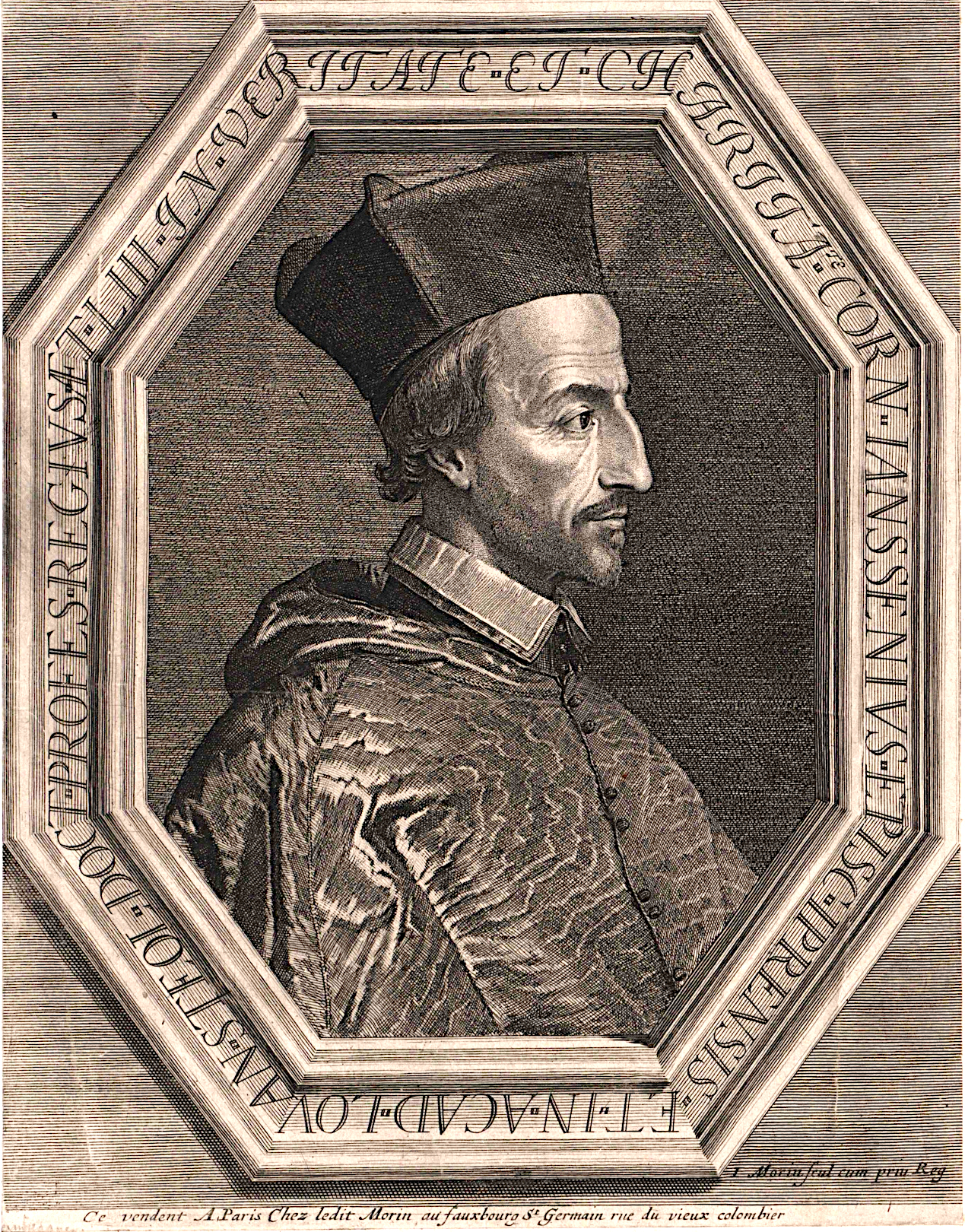
Un célèbre professeur et recteur de l'ancienne université de Louvain : Jansénius (1585-1638), le défenseur de la doctrine augustinienne de la grâce.

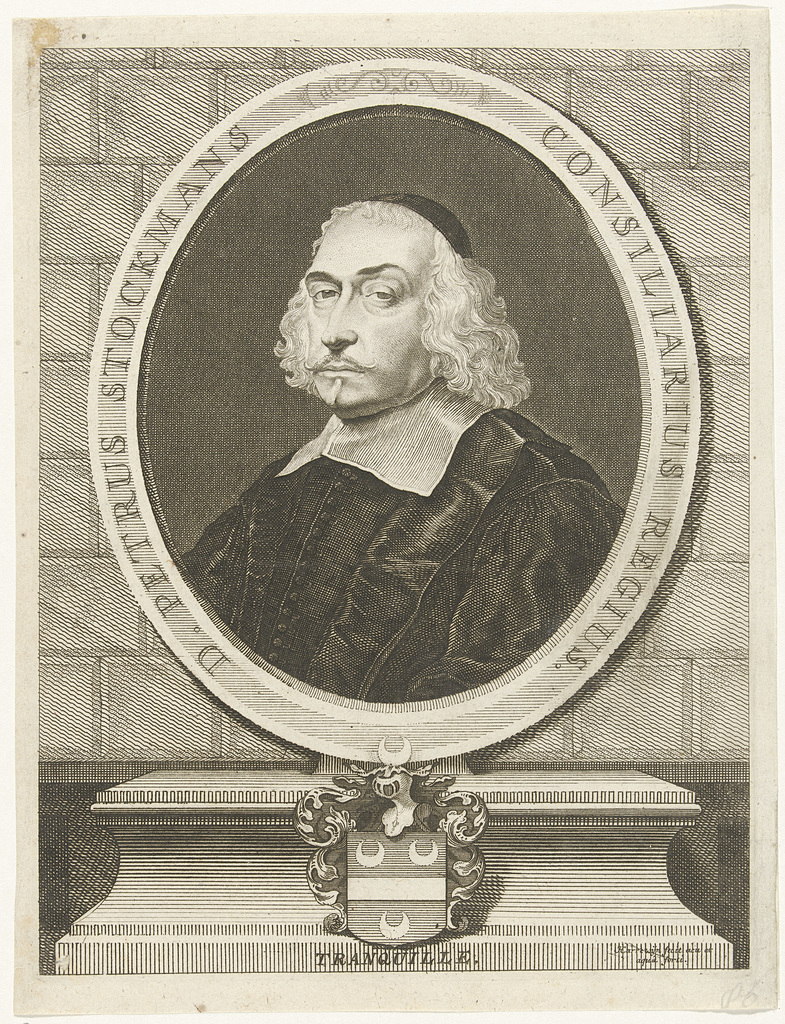
Pierre Stockmans (1608-1671), juriste et helléniste, professeur à l'ancienne université de Louvain, et personnalité importante du jansénisme, gravure par Jacques Harrewyn.

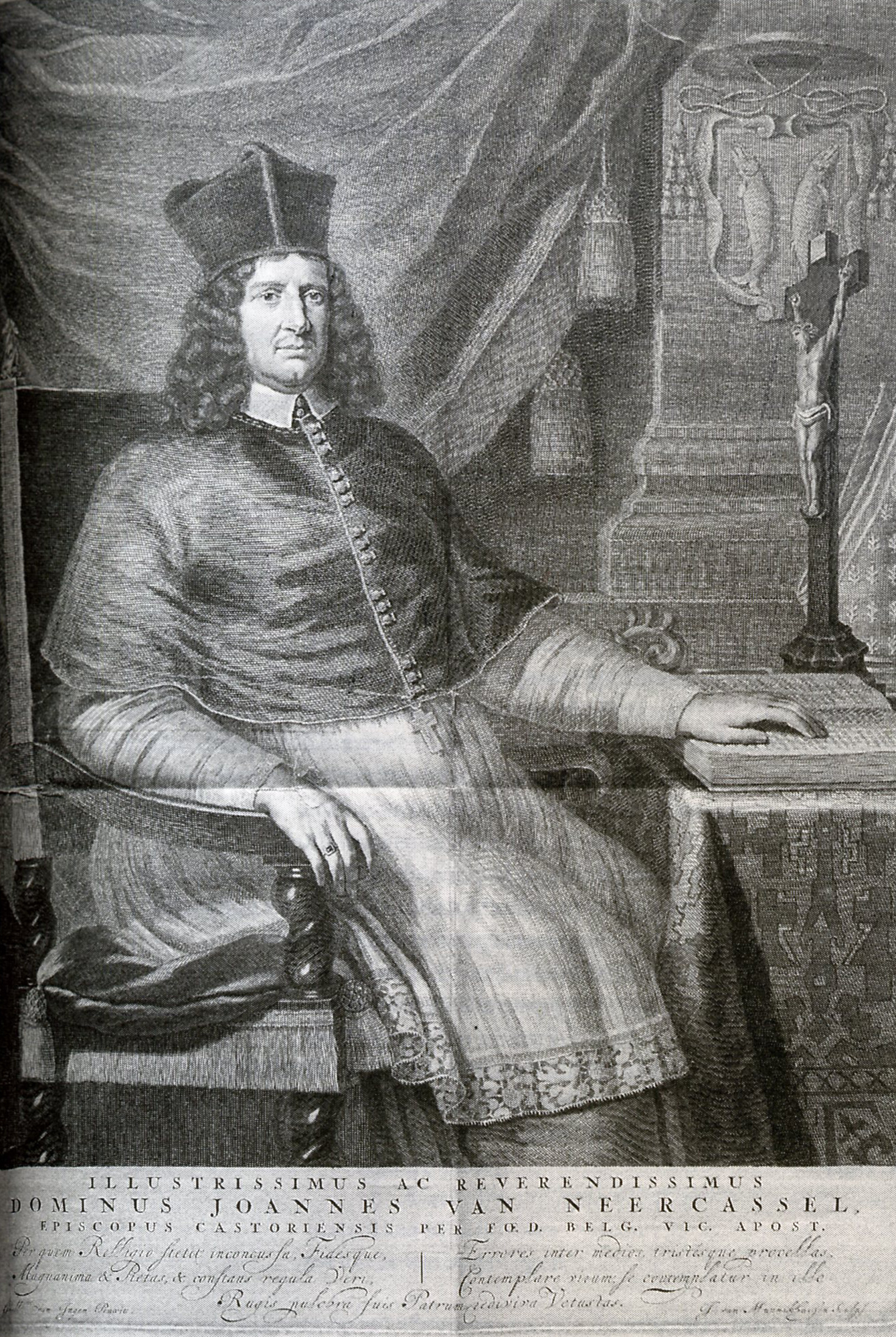
Jean van Neercassel (1625-1686), ancien étudiant, évêque d'Utrecht, grande figure du jansénisme.

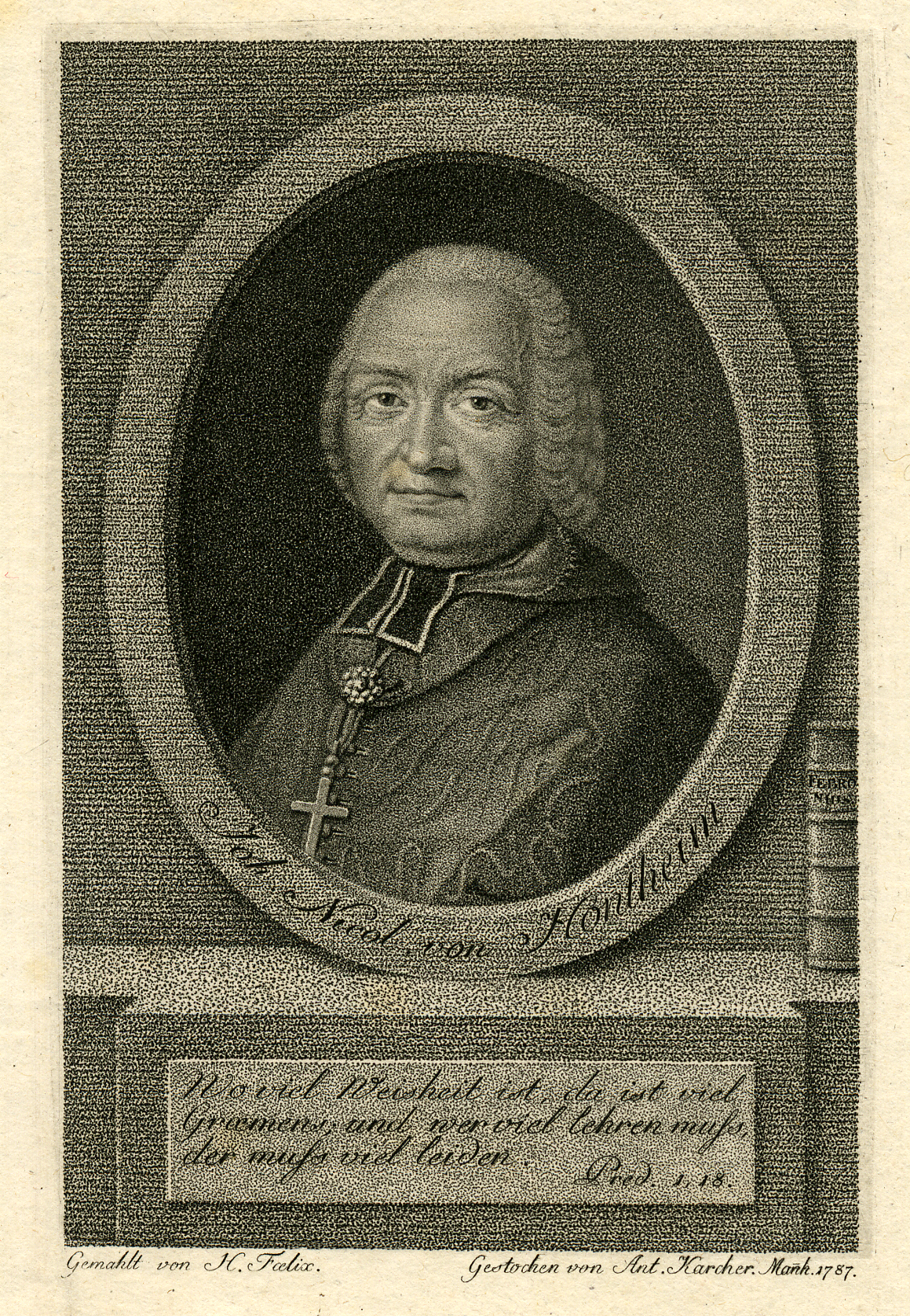
Febronius (Johann Nikolaus von Hontheim) (1701-1790), célèbre étudiant de l'ancienne université de Louvain, fondateur du fébronianisme.

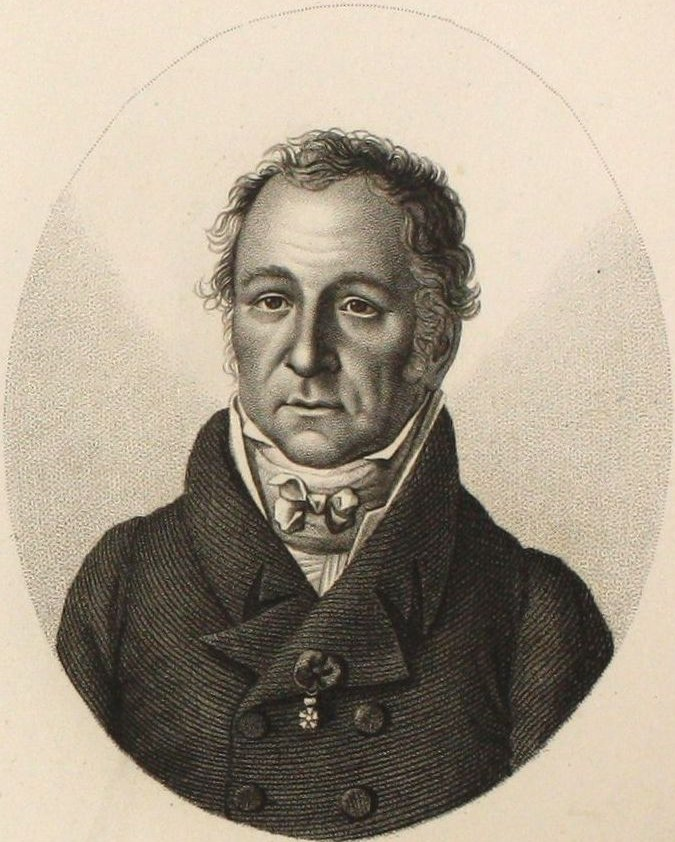
Charles Lambrechts (1753-1825), professeur de droit canonique (1777), recteur de l'université de Louvain en 1786, ministre de la Justice de la République française et franc-maçon, membre de la loge la Vraie et Parfaite Harmonie à Mons.

### XVesiècle
- Le 9 décembre 1425, un prince français de la Maison de Valois, Jean de Bourgogne (1403-1427) (Jean IV de Brabant), duc de Brabant[29], assisté de ses ministres Englebert de Nassau et Émond de Dynter, fonda[30] à Louvain une université qui comprendra les facultés des arts, des deux droits et de médecine, sans toutefois recevoir la permission d'enseigner la théologie. Guillaume Neeffs (Guillielmus Naevius) fut député par Jean IV de Brabant vers le pape Martin V, à l'effet de faire confirmer par ce dernier la fondation de l'université de Louvain. Il rapporta alors la bulle de confirmation pontificale[31]. Les premiers professeurs y furent envoyés des universités de Paris et de Cologne. Il semble que les Bruxellois ne voulurent pas de l'université dans leur ville par peur des potentiels troubles à l'ordre public dus à la population étudiante[32] (on raconte aussi qu'ils avaient peur pour la vertu de leurs filles).

- Malgré l'opposition[33] du chapitre Saint-Pierre, le premier recteur magnifique fut Guillaume Neeffs (Guillielmus Naevius), doyen du chapitre.

- 1426 : L'université fut ouverte solennellement à la collégiale Saint-Pierre, sept jours avant les Ides de septembre, c'est-à-dire le 7 septembre 1426, jour de la kermesse de Louvain[34] et veille de la fête de la nativité de la Sainte Vierge[35]. L'université nouvelle, dont le saint patron était Saint-Pierre, fut placée sous l'invocation de la Mère du Sauveur du fait qu'elle avait été inaugurée la veille de la fête de la Nativité de Marie[36]. À cette occasion, le professeur Nicolaus Prumius donna une leçon inaugurale dans laquelle il disserta sur la fondation de l'université et fit l'éloge de tous les Arts Libéraux (Artes). Les premiers cours commencèrent effectivement le 2 octobre 1426[37].
- 1431 : Philippe le Bon, duc de Brabant, comte de Flandre, comte de Hainaut et duc de Bourgogne, demanda au pape Eugène IV la création d'une faculté de théologie pour l'université de Louvain. Ce dernier donna son accord en 1432, alors que cela n'avait pas été accordé lors de la première institution[38].

### XVIesiècle

#### L'opposition à Luther
Durant la naissance du protestantisme, les théologiens de Louvain comme Masson ou Briard d'Ath défendirent fermement la doctrine romaine.
- 1502 : Érasme de Rotterdam est de passage à Louvain, où il se réjouit de la grandeur de ses arts et de ses lettres. Érasme, mal accueilli par les autorités universitaires, reste neutre dans le conflit face à Martin Luther.
- 1517 : fondation du Collège des Trois Langues (latin, grec, hébreu), le premier du genre en Europe. S'inspirant du modèle louvaniste, par opposition à celui de l'université de Paris, et à la suggestion de l'humaniste Guillaume Budé, François Ier fonde, en 1530, le Collège royal à Paris, appelé aujourd'hui Collège de France.

#### L'adhésion à la Réforme
Après avoir défendu solidement l'orthodoxie romaine avec des théologiens comme Jean Briard et Jacques Latomus, et s'être opposée à Luther, Louvain n'échappa pas à l'influence du calvinisme qui y fut rapidement étouffé dans l'œuf. En 1540, cinquante personnes sont soumises à l'Inquisition et beaucoup s'enfuirent, dont le géographe Mercator.
- 1540 : Gemma Frisius, premier professeur de mathématiques de l'université, enseigne l’héliocentrisme à Louvain.

#### La réaction anti-protestante
- 1545 : après cet intermède réformé, l’université exige de ses étudiants de prêter serment de haine au luthéranisme et d'adhérer totalement à la doctrine de l’Église catholique romaine.

### XVIIesiècle
- 1617 : la « Visite », première loi organique sur l’enseignement supérieur en Belgique, promulguée par les archiducs Albert et Isabelle, consolide l’autorité et l'indépendance de l'université et lui donne un statut légal.
- 1636 : inauguration de la bibliothèque centrale.
- 1676 : l’université achète le bâtiment de la halle aux draps aux autorités de la ville de Louvain.
- 1687 : création d’une chaire de chimie.
- 1691 : le professeur Martin van Velden défend ardemment le système copernicien, défend la pensée de René Descartes, critique l’enseignement universitaire. Il finit néanmoins par se soumettre.

### XVIIIesiècleet suppression de l'université de Louvain en 1797
- 1723 : création d’une chaire de droit public.
- 1730 : l’université exige des professeurs qu’ils adhèrent à la bulle Unigenitus contre le jansénisme.
- 1750 : l'archiduchesse Marie-Thérèse d'Autriche entame une politique qui va à l'encontre des privilèges universitaires. Le gouvernement autrichien voudrait incorporer l'université de Louvain en pleine décadence dans un système étatique solide.
- 1764 : disparition des traités aristotéliciens. Ouverture du programme aux sciences naturelles et à la pensée cartésienne. La place importante accordée aux théories d'Isaac Newton ne fait pas l’unanimité parmi les professeurs.
- 1773 : Fondation de la loge maçonnique de l'université de Louvain, sous l'impulsion du marquis de Gages[39].
- 1775 : apparition des premiers manuels imprimés à l'université.
- 1781 : par décision du gouvernement il est décidé que les protestants pourront être admis aux grades académiques dans les facultés des arts, de droit et de médecine.
- 1786 : la faculté de théologie est remplacée par un séminaire général.
- 1788 : un règlement de Joseph II impose l’usage du banc. Auparavant, les étudiants prenaient note sur leurs genoux. Par ailleurs, le recteur doit désormais être nommé par l'empereur.
- 1788 : les facultés de droit, de médecine et des arts sont transférées à Bruxelles. Le recteur magnifique en était alors le docteur Jean-Guillaume van Leempoel[40], né le 28 décembre 1751, mort à Wiesbaden le 27 février 1796, docteur en médecine, recteur magnifique de l'université de Louvain en 1788. Il était également membre de la loge bruxelloise de la Constance de l'Union[41]. Le séjour de l'université de Louvain à Bruxelles ne fut pas long puisqu'en 1790 la révolution brabançonne rendit à Louvain son université.

- 25 octobre 1797 : Depuis le traité de Campoformio, les anciennes provinces belgiques de l'empire font désormais partie de la République française[42]. L'université est officiellement supprimée sous le Directoire à la suite du projet de modernisation de l'enseignement en France. Faisant suite à une dépêche du 19 octobre 1797, l'administration centrale du département de la Dyle prit le décret du 4 brumaire an VI (25 octobre 1797) supprimant l'université de Louvain, en application du décret de la Convention du 15 septembre 1793 qui supprimait tous les collèges et universités de la République. Or cette loi fut suspendue le lendemain, et les universités subsistèrent en fait jusqu'à la loi du 7 ventôse an III (25 février 1795), créant les écoles centrales. C'est ainsi que l'université et tous ses collèges furent fermés le 9 novembre 1797, tout son matériel ainsi que la riche bibliothèque étant transférés à la nouvelle École centrale de Bruxelles[43]. Wauthier, chef de bureau du département de la Dyle et l'ex-jésuite De la Serna Santander, bibliothécaire de l'École centrale de Bruxelles, furent chargés de l'application de cette mesure. Le 26 octobre 1797, ils se rendirent avec Michel-Marcel Robyns, receveur des domaines nationaux, auprès de l'administration communale de Louvain, pour la notifier. L'enseignement universitaire revint à Louvain en 1817 avec l'université d'état de Louvain.

## Les chaires
L'université disposait de cinquante huit chaires desservies par cinquante huit professeurs titulaires :
- théologie : huit chaires.
- éloquence chrétienne : une chaire.
- droit canon : six chaires.
- droit civil : sept chaires.
- droit public : une chaire.
- médecine : huit chaires.
- philosophie et sciences : seize chaires.
- mathématiques : une chaire.
- philosophie morale : une chaire.
- histoire latine : une chaire.
- langue hébraïque : une chaire.
- langue grecque : une chaire.
- langue française : une chaire.
- humanités : cinq chaires.

## Les pédagogies et les collèges
L'université de Louvain comme les autres universités médiévales, était en fait une réunion et un conglomérat de nombreux collèges, pédagogies et fondations gardant leur autonomie, et qui formaient cette nébuleuse qu'était l'université des Études de Louvain (Universitas studiorum) ou université de Louvain qui les chapeautait. Le mot Universitas, rappelons-le, avait à l'époque toujours son sens de « corporation ».
Ce système, qui diffère totalement de l'organisation napoléonienne ou hégelienne des universités continentales de nos jours, était commun aux nombreuses universités médiévales et, pour en comprendre le fonctionnement l'on peut le comparer à l'organisation actuelle des universités d'Oxford ou de Cambridge où ce système inchangé est toujours en vigueur.
Les pédagogies et les collèges, qui avaient chacun leur organisation, leur vie propre et leur histoire, étaient les lieux concrets où se déroulait l'étude et la formation universitaire. Les étudiants, tout comme de nos jours à Oxford, y étaient logés, et y profitaient d'un « tutorat » et d'un suivi pédagogique.
Rappelons aussi que l'université de Louvain, comme les autres anciennes universités, englobait ce qu'on appelle de nos jours les « humanités supérieures » au sein de la faculté des arts, qui servait de propédeutique obligatoire avant le choix d'une des quatre autres facultés. Ce qui explique que l'on entrait à l'université vers 14 ou 15 ans! Cela explique aussi pourquoi l'École centrale de Bruxelles qui a succédé à la faculté des arts est considérée par certains comme une école d'enseignement secondaire qui devint ensuite le lycée de Bruxelles.
L'université était ainsi constituée de plus de quarante collèges, parmi lesquels quatre portaient le nom de Pédagogie (Paedagogium) où s'enseignait la philosophie et qui dépendaient de la Faculté des Arts. Il s'agissait des pédagogies du Lys, du Château, du Faucon et du Porc. Chaque pédagogie était dirigée par un régent auquel était adjoint un sous-régent.
Les cours des quatre autres facultés se donnaient aux Halles, où s'enseignait la théologie, l'un et l'autre droit, la médecine et les mathématiques. Les cours de langues hébraïque et grecque, l'histoire et la langue française se donnaient au Collège des trois langues.

### Liste des collèges et des pédagogies constituant l'université de Louvain

#### Pédagogies
- 1358 : Pédagogie du Lys
- 1418 : Pédagogie du Porc
- 1431 : Pédagogie du Château
- 1434 : Pédagogie du Faucon

#### Collèges
XVe siècle
- 1432 : Collège du Saint-Esprit dit Grand Collège, fut fondé en 1432 par Louis de Rycke pour les théologiens.
- 1483 : Collège de Saint-Yves ou Collège des Bacheliers, fondé en 1483 par Robert de Lacu pour les étudiants de la Faculté de Droit. Ce collège possède une bibliothèque publique.
- 1488 : Collège de Saint-Donat, fondé en 1488 par Antoine Hanneron et Jean Carondelet, chef-président du Conseil privé.
- 1490 : Collège de Standonck, fondé vers 1490 par Jean Standonck, de Malines, docteur de l'université de Paris pour les pauvres étudiants en philosophies, qui devaient porter un habillement distinctif.
- 1499 : Collège de Houterle, fondé par Henri de Hauterlé, écolâtre de Saint-Pierre à Louvain.

XVIe siècle
- 1512 : Collège du pape, fondé en 1512 par le futur pape Adrien VI alors qu'il était encore doyen de Saint-Pierre à Louvain.
- 1517 : Collegium Trilingue
- 1519 : Collège d'Arras, pour les théologiens, fondé en 1519 par Nicolas Le Ruistre, évêque d'Arras.
- 1551 : Collège de Savoie, fondé en 1551 par Eustache Chapuys, natif d'Annecy, conseiller de l'empereur Charles Quint.
- 1554 : Collège Winckelius, fondé en 1554 par Jean de Winckel, docteur en médecine, pour les étudiants en droit.
- 1559 : Collège de Sainte-Anne, fondé en 1559 par Nicolas Goblet, prévôt de Dinant.
- 1559 : Collège Driutius, fondé en 1559 par Michel Driutius, (Michel Drieux), docteur en droit.
- 1560 : Petit collège des théologiens, construit en 1560 pour accueillir le surnombre des étudiants du Collège du Saint-Esprit.
- 1569 : Collège Viglius, pour les théologiens, fondé en 1569 par Viglius Zuichemius, chef-président du Grand-Conseil.
- 1569 : Collège Van Daele, fondé en 1569 par Pierre Van Daele, docteur en droit.
- 1574 : Collège Craendonck.
- 1571 : Collège de l'ordre des Prémontrés, fondé en 1571 par les abbés de Grimbergen, de Tongerloo, d'Averbode, de Parc et de Ninove pour les religieux de cet ordre.
- 1575 : Collège Divaeus fondé par le louvaniste Grégoire Divaeus qui offrit sa maison, pour l'étude de la théologie.
- 1577 : Collège Breugel, fondé en 1577 par Pierre Breugel, docteur en médecine, pour les étudiants en médecine.
- 1579 : Collège du roi, fondé en 1579 par le roi Philippe II¨en même temps que celui de Douai.
- 1584 : Collège Pels, fondé en 1584 par Jean Pels.
- 1596 : Collège de Mons, fondé en 1596 par Jean de Béviene, docteur en droit.

XVIIe siècle
- 1605 : Séminaire de Liège, était un collège fondé par Ernest de Bavière, prince-évêque de Liège en 1605.
- 1607 : Collège Saint-Antoine, Collège de Franciscains irlandais fondé en 1607 par Florence Conry.
- 1614 : Collège de Bay, fondé en 1614 par Jacques de Bay, docteur en théologie.
- 1616 : Collège de Hollande, fondé en 1616 pour les théologiens chargés de la mission de Hollande.
- 1618 : Collège des chanoines réguliers, fondé en 1618 par les prieurs de Groenendael, de Bethléem et autres pour les chanoines de leur ordre.
- 1619 : Collège de Luxembourg, fondé en 1619 par Jean Mylius, docteur en droit.
- 1621 : Collège de l'ordre teutonique, fondé en 1621 par le commandeur provincial du bailliage des Vieux Joncs.
- 1623 : Collège des Hibernois (= des Irlandais), fondé en 1623 par Eugène Mattheus, archevêque de Dublin pour des théologiens irlandais.
- 1625 : Collège Saint-Willebrord, ou collège de Bois-le-Duc, fondé en 1625 par Nicolas Zoesius évêque de Bois-le-Duc.
- 1626 : Collège des Dominicains irlandais qui deviendra le Collège de la Sainte-Croix en 1659.
- 1629 : Collège d'Aulne, fondé en 1629 par dom Edme Jouvent, abbé d'Aulne, de l'ordre de Cîtaux.
- 1633 : Collège Malderus, pour les théologiens, fondé par Jean Malderus, évêque d'Anvers.
- 1633 : Collège dit le Patrimoine du Christ, fondé en 1633 par François Hovius, curé de Sainte-Walburge à Anvers.
- 1657 : Collège de la Sainte-Trinité ou Nouveau Collège, est destiné à l'enseignement des belles lettres et des humanités.
- 1660 : Collège de Villers fondé en 1660 par l'abbé de Villers-la-Ville, de l'ordre de Cîteaux.
- 1670 : Collège de Saint-Michel, fondé en 1670 par Laurent Zoénius, licencié en théologie.
- 1675 : Collège de Malines rétabli en 1675 par le magistrat de la ville de Malines.
- 1686 : Collège Alticollense, qui fut transféré de l'université de Cologne en 1686, par Jean van Neercassel, évêque de Castorie et grande figure du jansénisme.

## Liste des recteurs
Voir : Index des recteurs de l'ancienne université de Louvain.

## Liste des chanceliers
- 1532 à 1593 : Roger de Taxis est chancelier[47].

## Professeurs célèbres par ordre chronologique
- Henri de Zomeren (1418-1472), théologien.
- Pierre de Rivo (1420-1500) philosophe scolastique.
- Adrien VI (Adriaan Floriszoon) (1459-1523), pape en 1522-1523.
- Jérôme de Busleyden (Hieronymus Buslidius) (v. 1470-1517).
- Gabriel Mudaeus (v. 1500-1560), professeur de droit romain.
- Gemma Frisius (Rainer), mathématicien, 1508-1555.
- Michel De Bay (1513-1589), théologien, recteur de l'université en 1570, fondateur du baïanisme.
- Augustinus Hunnaeus (1521-1577/1578), théologien
- Cornelius Gemma (1535-1578), astronome et médecin
- Robert Bellarmin (1542-1621), jésuite, cardinal, théologien et docteur de l'Église.
- Guillaume Estius (1543-1613) Bonnet de docteur en théologie en 1580.
- Juste Lipse (1547-1606), philologue et humaniste.
- Jean Malderus (1563-1633), cinquième évêque d'Anvers, professeur de théologie en 1596, recteur en 1602.
- Jean-Baptiste Gramaye (1579-1635), historien.
- Nicolaus Vernulaeus (1583-1649), tragédien.
- Jansénius (1585-1638), inspirateur du jansénisme.
- Pierre Stockmans (1608-1671), helléniste et jurisconsulte.
- Chrétien Lupus (1612-1681), théologien.
- Zeger Bernard van Espen (1646-1728), canoniste.
- Martin van Velden (1664-1724), philosophe.
- Josse Le Plat (1732-1810), jurisconsulte et professeur de droit canon, partisan du joséphisme.
- Martin Fery (1754-1809)[48], professeur de philosophie, devint représentant du peuple dans le Conseil des cinq-cents en 1797. Il était franc-maçon[49].
- Charles Joseph van der Stegen, franc-maçon, membre de la loge les Vrais Amis de l’Union.
- Jan Pieter Minckelers (1748-1824), inventeur du gaz d'éclairage.
- Guillaume van Cutsem (1749-1825) jurisconsulte, député du département des Deux-Nèthes et conseiller à la cour impériale de Justice en 1811.
- Charles Lambrechts (1753-1825), professeur de droit canonique (1777), recteur de l'université (1786)[50] et franc-maçon, membre de la loge la Vraie et Parfaite Harmonie à Mons [51].
- Ferdinand Sentelet (1754-1829), licencié en théologie, professeur de philosophie à la pédagogie du Lys et président du collège de Craenendonck, depuis 1780. Devient ensuite professeur de physique et d'économie rurale à la nouvelle université d'État de Louvain, membre de l'Institut des Pays-Bas.
- Jean-Baptiste Liebaert, professeur de philosophie, après la suppression de l'université en 1797 il continuera son cours comme professeur privé et deviendra ensuite professeur à l'université d'État de Louvain.
- Étienne Heuschling (1762-1847), professeur d'hébreu au Collegium Trilingue, orientalisant et philologue, devint ensuite professeur à l'université d'État de Louvain.
- Jean Philippe Debruyn (1766-), devint ensuite professeur à l'université d'État de Louvain.
- Xavier Jacquelart (1767-1856), jurisconsulte, professeur à la faculté de droit, il devint en 1797 professeur à l'École de droit de l'université impériale à Bruxelles et ensuite professeur à la faculté de droit de l'université d'État de Louvain.

## Étudiants célèbres par ordre chronologique

Charles d'Hovyne (1596-1671), homme d'État des Pays-Bas méridionaux.

- Gérard Mercator (1512-1594), géographe.
- Liévin van Brecht (1515-1158), poète néo-latin.
- Joseph Nasi,  (1524-1579), duc de Naxos, ministre du Sultan ottoman.
- André Vésale (1514-1564), anatomiste
- Igram van Achelen (1528 ou 1534-1604), juriste, président du Grand conseil de Malines.
- Cornelius Kiliaan (ca 1529-1607), lexicographe
- Petrus Divaeus (1535-1581), historien, antiquaire et humaniste brabançon.
- Balthazar Ayala, magistrat espagnol
- Nicaise Ellebaudt (1535-1577), médecin, philosophe, philologue et poète flamand.
- Louis del Rio (1537-1578), juge au Conseil des troubles
- Charles d'Hovyne (1596-1671), homme d'État des Pays-Bas méridionaux.
- Franciscus van den Enden, (1602-exécuté par pendaison à Paris le 27 novembre 1674), philosophe, étudiant à la faculté de théologie.
- Johann Nikolaus von Hontheim (1701-1790), alias Justinus Febronius, célèbre canoniste, disciple de van Espen
- Patrice-François de Neny (1716-1784), homme d'État des Pays-Bas autrichiens
- Jean-Baptiste van Dievoet (1775-1862), licentiatus in utroque jure

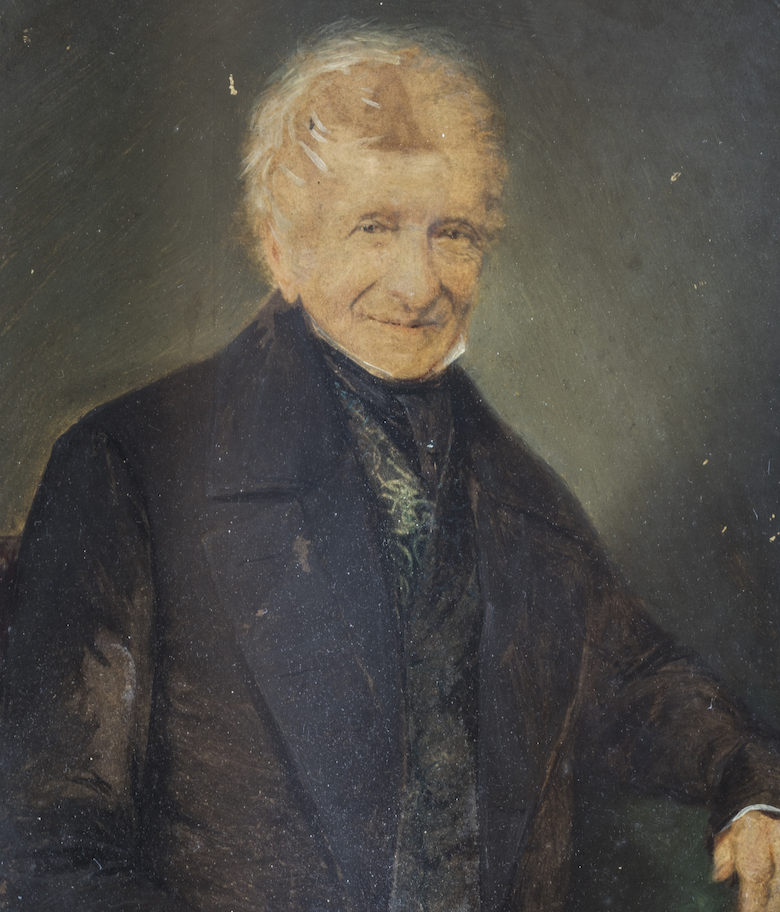
Jean-Baptiste van Dievoet (1775-1862), licentiatus in utroque jure.

- Corneille-François de Nélis (1736-1798), prélat, philosophe et homme d'État
- Le marquis de Gages (1739-1787), Grand maître de la Franc-maçonnerie dans les Pays-Bas belgiques.
- Ferdinand Rapedius de Berg (1740-1802), avocat et polygraphe.
- Charles-Bernard van de Werve (1740-1813), échevin d'Anvers (1765-1770) puis maire d'Anvers sous la République française.
- Guillaume Wittouck (1749-1829), jurisconsulte et haut magistrat.
- Jean-Joseph Raepsaet (1750-1832), avocat, historien du droit belge ancien.
- Nicolas Coquiart (1752-1823), médecin et maire de Binche sous la République française puis bourgmestre de Binche sous le royaume uni des Pays-Bas.
- Charles François Joseph Foncez (1752 - après 1830), avocat, magistrat et homme politique belge, député du département de Jemmapes au Conseil des Cinq-Cents.
- Henri-Jacques Le Grelle (1753-1826), échevin d'Anvers, un des trois auteurs de la Constitution belge de 1790.
- Jean Aloys Joseph de Bosschaert, (1757-?), homme politique français.
- Pierre-Joseph Triest, (1760-1836), chanoine et bienfaiteur des pauvres.
- François Joseph Beyts (1763-1832), magistrat et homme politique.
- Louis Joseph Lahure (1767-1853), général d'Empire.
- Auguste Duvivier (1772-1846) fonctionnaire, homme politique libéral et ministre belge.
- François-Dominique d'Hoop
- Pierre-François Van Meenen (1772-1858), premier recteur de l'université libre de Bruxelles, magistrat à la Cour de cassation.
- Charles Jacmart (1773-1849), professeur de médecine à l'université d'État de Louvain et à l'université libre de Bruxelles.
- Jean-Baptiste van Dievoet (1775-1862), In utroque jure
- Étienne Fortamps (1776-1848), homme politique.

## Les archives de l'ancienne université de Louvain
Les archives de l'université de Louvain ont traversé quasi intactes les troubles révolutionnaires et deux guerres mondiales. Il y eut d'abord le désir de personnes privées de les mettre à l'abri. Ainsi l'on sait que La Serna-Santander, futur bibliothécaire de l'École centrale de Bruxelles, a évité qu'une foule de manuscrits et de livres précieux soient détournés. Ce fut ce même La Serna Santander qui vint fermer l'université de Louvain en application du décret de la Convention du 15 septembre 1793 qui supprimait tous les collèges et universités de la République et pas uniquement l'université de Louvain. Ainsi, Wauthier, chef de bureau du département de la Dyle et l'ex-jésuite De la Serna Santander, bibliothécaire de l'École centrale de Bruxelles, furent chargés de l'application de cette mesure. Le 26 octobre 1797, ils se rendirent avec Michel-Marcel Robyns, receveur des domaines nationaux, auprès de l'administration communale de Louvain, pour la notifier.
Il y eut aussi auparavant l'action du bibliothécaire Jean-François Van de Velde qui lors de la deuxième invasion française en 1794, fit transporter d'importants documents des archives de l'université à l'étranger, parmi lesquels la bulle de fondation de l'université du 9 novembre 1425 qui dispersée avec les autres documents fut retrouvée au séminaire de Bois-le-Duc et offerte à l'université catholique de Louvain en 1909 à l'occasion de son 75ème anniversaire, mais fut malheureusement détruite lors de l'incendie de 1914.
Néanmoins l'intégralité du fonds d'archive tel qu'il est conservé actuellement dans les archives de l'État en Belgique fut sauvegardé par l'administration française qui déposa en 1795 mille cinq-cents manuscrits et livres précieux parmi les trésors de la Bibliothèque Nationale à Paris. Ensuite après le traité de Campoformio du 17 octobre 1797, quand les anciennes provinces belgiques du Saint-Empire firent désormais partie légalement en droit international de la République française à laquelle l'Empereur du Saint-Empire les a cédées et la suppression de l'ancienne université de Louvain, comme toutes les autres universités en France, l'ensemble de ses archives entra dans les archives de la République française qui avait créé une commission chargée de gérer les biens de l'université de Louvain supprimée et passera ensuite dans celles du royaume uni des Pays-Bas puis du royaume de Belgique.
Ces archives n'étaient donc pas à Louvain en 1914, mais centralisées à Bruxelles, et échappèrent ainsi au sac de Louvain et à l'incendie de la bibliothèque, et ne furent pas non plus altérées lors de la seconde guerre mondiale. Après avoir reposé longtemps, principalement aux Archives générales du royaume à Bruxelles, elles ont été déposées dans les Archives de l'État à Louvain où elles couvrent près de 200 mètres linéaires. D'autres archives se retrouvent dans des institutions comme l'université catholique de Louvain qui s'est constituée, principalement par achat, mais aussi par des dons et des legs, une collection de 193 articles concernant l'ancienne université de Louvain.
Elles constituent une véritable mine d'or concernant la vie intellectuelle et privée des anciens Pays-Bas du XVe au XVIIIe siècle.
Elles permettront également d'écrire une histoire complète de l'ancienne université de Louvain en tant que telle complétant les livres de Nicolaus Vernulaeus et de Valerius Andreas, histoire qui à ce jour n'a pas encore été écrite.
Cet ensemble exceptionnel d'archives largement inexploitées, ont été inscrites en juin 2013 au Registre international Mémoire du monde de l'Unesco.
Ces archives sont toujours la propriété de l'État belge. Néanmoins, les Archives de l'État en Belgique, estimaient, comme énoncé sur le site internet de celles-ci, et en contradiction avec les faits historiques et les arrêts motivés de la cour d'appelde 1844 et de Cassation, du 26 novembre 1846, que la KU Leuven et l'UCLouvain sont les successeurs en droit de l'ancienne université : « Quelque 171 mètres d’archives de l’ancienne université sont conservées aux Archives de l’État à Louvain. La Katholieke Universiteit Leuven (KU Leuven) en conserve, quant à elle, 8 mètres ainsi que 375 chartes ; la KU Leuven et l'UCL étant les successeurs en droit de l'ancienne université ». Cette phrase énonçant une contre-vérité historique a fort heureusement été supprimée depuis lors du site internet des Archives de l'État en Belgique, et les autres considérations relatives à la description des anciennes archives de l'ancienne université de Louvain sur ledit site internet sont restées inchangées.
L'université catholique de Louvain, conserve également des documents d'archives provenant ou concernant l'ancienne université de Louvain, néanmoins, celles-ci ont été acquises par dons, legs et surtout achats et non pas d'un héritage de l'ancienne université.